# Distretto di Ramechhap
Il distretto di Ramechhap (o Ramechap) è un distretto del Nepal di 212.408 abitanti, che ha come capoluogo Ramechhap. Il distretto fa parte della provincia di Bagmati.
Fino al 2015 faceva parte della zona di Janakpur nella Regione Centrale.
Geograficamente il distretto appartiene alla zona collinare delle Mahabharat Lekh.
Il principale gruppo etnico presente nel distretto sono i Chhetri.